# Praça de Touros de Aldeia da Ponte
A Praça de Touros de Aldeia da Ponte foi inaugurada no dia 15 de agosto de 1981 está situada na freguesia portuguesa de Aldeia da Ponte, no concelho do Sabugal, distrito da Guarda, e é propriedade da Associação Amigos de Aldeia da Ponte.
Nesta praça realizam uma corrida mista anual, sempre no segundo domingo de agosto, bem como algumas capeias arraianas. Uma das capeias anuais de Aldeia da Ponte mais importante é a que se realiza no dia 15 de agosto, por ocasião das Festas de  Santo António. Também se realiza o Festival "Ó Forcão Rapazes!" de dois em dois anos onde participam diversas aldeias raianas do concelho do Sabugal (Aldeia da Ponte, Aldeia Velha, Alfaiates, Soito, Ozendo, Forcalhos, Lageosa, Aldeia do Bispo, Fóios).